# A come Andromeda (romanzo)
A come Andromeda (A for Andromeda) è un romanzo di fantascienza scritto da John Elliot e Fred Hoyle nel 1962, trasposizione letteraria della miniserie televisiva A for Andromeda trasmessa dalla BBC l'anno precedente.

## Trama
Il romanzo è diviso in 12 capitoli, tutti inizianti con "A" (come Andromeda): Arrivo, Annuncio, Approvazione, Aspettativa, Atomi, Allarme, Analisi, Agonia, Accelerazione, Azione, Antidoti, Annientamento.
Capitolo 1 - Arrivo 

Inghilterra. Il professor Reinhart conduce Judy Adamson presso l'osservatorio di Bouldershaw Fell, nello Yorkshire, dove sta per essere inaugurato un nuovo e potente radiotelescopio. La donna è un'agente dei servizi segreti, incaricata, sotto la copertura di addetta stampa, di indagare sulla fuga di notizie riservate che sembra provenire dall'interno dell'osservatorio stesso. All'osservatorio Judy ha modo di conoscere la squadra con cui lavora Reinhart formata dal dottor John Fleming e dall'ingegnere Dennis Bridger - i progettisti del radiotelescopio - e da Harries, un altro agente segreto sotto la copertura di tecnico. Quella sera, alla vigilia dell'inaugurazione ufficiale, il radiotelescopio capta un misterioso segnale proveniente dalla Nebulosa di Andromeda.
Capitolo 2 - Annuncio 

A causa del segnale captato, che Fleming e Bridger interpretano come un possibile messaggio proveniente da una civiltà extraterrestre, l'inaugurazione del radiotelescopio viene rinviata per dare così il tempo agli scienziati di analizzare il fenomeno. Qualche giorno dopo, la notizia del messaggio proveniente da Andromeda è su tutti i giornali e il Governo chiede le dimissioni di Fleming reo di aver rivelato l'evento alla stampa senza autorizzazione. Lo scienziato riesce tuttavia a mantenere l'incarico dimostrando di aver compreso il significato del messaggio.
Capitolo 3 - Approvazione 

Nel corso di una riunione a Whitehall alla quale partecipano Osborne, sottosegretario al Ministero delle scienze, il generale Vandenberg, il commodoro Watling e il professor Reinhart, Fleming rivela che il messaggio contiene le istruzioni per la costruzione di un nuovo e potentissimo calcolatore e del programma da inserire in esso. Per completare il suo lavoro di interpretazione del messaggio, Fleming richiede poi il permesso di poter utilizzare i potenti elaboratori in uso ai militari presso il centro missilistico di Thorness, in Scozia. 
Mentre il gruppo di Reinhart è in attesa di ottenere tale permesso, Bridger viene avvicinato Kaufmann, membro di un cartello internazionale chiamato Intel ed accetta di lavorare per lui fornendogli informazioni riservate. Harries, che ha assistito all'incontro tra i due uomini, avvisa il commodoro Watling della cosa ma prima che possa presentarsi a fare rapporto viene assassinato e il suo cadavere fatto trovare il mattino seguente sotto la capote della macchina di Fleming.
Capitolo 4 - Aspettativa 

Ottenuti i permessi, il gruppo di scienziati - ai quali si è nel frattempo aggiunta la giovane assistente Christine Flemstad, si trasferisce a Thorness per lavorare alla costruzione del calcolatore. Passano diversi mesi e si giunge infine al momento della messa in funzione del supercalcolatore. Nel frattempo, il maggiore Quadring e il personale di sicurezza della base tengono continuamente d'occhio Bridger ben sapendo che sta passando informazioni all'Intel. Judy, mentre sta indagando su un misterioso panfilo bianco avvistato più volte nei pressi dell'isola di Thorholm dove Bridger si reca spesso a suo dire a studiare volatili, subisce un attentato da parte dell'Intel. Terrorizzata la donna fa subito ritorno alla base dove trova rifugio nell'alloggio di Fleming. Pur non credendo che qualcuno abbia provato ad ucciderla, l'uomo tenta di rassicurarla e le rivela di iniziare ad avere dei dubbi circa il reale scopo del calcolatore.
Capitolo 5 - Atomi 

Dopo che la cerimonia d'inaugurazione del calcolatore è terminata con un apparente insuccesso, destando il malumore delle autorità, improvvisamente il calcolatore inizia ad emettere dati relativi agli elementi chimici dell'idrogeno e del carbonio. Preoccupato circa i fini del calcolatore e convinto non possa avere a cuore gli interessi dell'umanità, Fleming decide di lasciare il lavoro e il suo posto viene preso da Madeleine Dawnay, professoressa di chimica a Edimburgo e vecchia amica sia di Reinhart che del colonnello Geers, il comandante della base. Passano i mesi e il calcolatore continua a fornire dati ed istruzioni per la creazione di cellule viventi.
Capitolo 6 - Allarme 

Nella primavera seguente Fleming torna a Thorness e intraprende una relazione sentimentale con Judy. Un pomeriggio, mentre si trovano sull'isola di Thorholm, i due ispezionano una grotta all'interno della quale trovano, nascosti in una gamella a chiusura ermetica, copie dei documenti relativi al calcolatore. Tornata alla base Judy si reca a fare il suo rapporto da Quadring, il quale organizza una trappola per arrestare Bridger. Scoperto che la dottoressa Dawnay è riuscita a creare alcune cellule viventi, Fleming va su tutte le furie e, dopo aver devastato il laboratorio della donna, si reca sulla cima della scogliera dove trova Quadring, Judy e due soldati in attesa di Bridger. Quest'ultimo, intuito di essere stato scoperto, tenta la fuga ma mette i piedi in fallo e muore precipitando dalla scogliera.
Capitolo 7 - Analisi 

Rimpiazzate le attrezzature che Fleming aveva danneggiato, la dottoressa Dawnay riprende il suo lavoro sintetizzando una primitiva forma di vita protoplasmatica che viene soprannominata "Ciclope" per via del suo unico occhio gigante. 
Sconvolta dalla vista della creatura, Judy si reca da Fleming per chiedergli di intervenire ma l'uomo, sentendosi tradito per non essere stato messo al corrente del di lei ruolo di informatrice del Servizio di Sicurezza e ritenendola in parte responsabile della morte di Bridger, la caccia a malo modo. In seguito Reinhart ottiene che Fleming torni a lavorare sul calcolatore e per caso l'uomo scopre che i due terminali posizionati ai lati del quadro di controllo del calcolatore sono un dispositivo per inserire e ricevere informazioni dalla macchina e che, grazie ad essi, un cervello compatibile potrebbe riuscire a comunicare con essa. 
Capitolo 8 - Agonia

Fleming viene avvicinato Kaufmann che gli chiede di sostituire il defunto Bridger come sua fonte d'informazioni ma l'uomo rifiuta la proposta. Successivamente Christine, sotto l'influsso ipnotico di "Ciclope", è costretta a toccare i due terminali rimanendo fulminata da una violenta scossa elettrica. Questo fatto permetterà al calcolatore di ottenere finalmente tutte le informazioni per sviluppare un embrione umano completo. Nel frattempo Reinhart, su ordine del Ministero della Difesa, viene allontanato da Thorness e rimandato a Bouldershaw Fell col compito di tracciare le rotte di alcuni missili orbitali che una potenza straniera sta lanciando sullo spazio aereo britannico.
Capitolo 9 - Accelerazione 

L'embrione cresce rapidamente fino a raggiungere la completa maturità e tutti rimangono sbalorditi nello scoprire che si tratta di un clone della defunta Christine. La creatura, alla quale viene dato come nome "Andromeda", impara rapidamente a comunicare e viene condotta al cospetto del calcolatore. Utilizzando i due terminali, Andromeda entra in simbiosi col calcolatore e, non considerando più "Ciclope" meritevole di vita inquanto inutile, provvede ad eliminarlo. Fleming fa quindi notare a tutti che aveva ragione circa la pericolosità del calcolatore e della sua creatura, ma nessuno sembra volergli dare ascolto. 
Intuito il potenziale della sinergia tra il calcolatore e la ragazza, i militari chiedono ad Andromeda di progettare un missile in grado di intercettare i missili che sorvolano lo spazio aereo britannico.
Capitolo 10 - Azione 

Utilizzando i missili progettati da Andromeda, i militari riescono a distruggere uno dei missili e, visto il successo dell'operazione, il governo decide di sfruttare appieno Andromeda, non solo per la difesa, ma anche per aiutare l'industria. Fleming allora, per interrompere la perfetta simbiosi fra Andromeda e il calcolatore, decide di fare un esperimento: comunica alla macchina che la ragazza è morta, suscitando però l'immediata reazione della donna che, per informare il calcolatore di essere ancora viva, mette le mani sui terminali, ricevendone una scarica elettrica che le provoca gravi ustioni. A seguito di ciò i militari interdicono a Fleming l'accesso al calcolatore, mentre Andromeda guarisce rapidamente grazie alla sintesi di un enzima che il Governo intende sfruttare commercialmente con l'aiuto di Kaufmann. Questo fatto suscita lo sdegno anche della dottoressa Dawnay, la quale inizia a condividere i dubbi di Fleming e accetta di aiutarlo inserendo un programma nel calcolatore per convincerlo che Andromeda è morta. Il programma viene rapidamente scoperto e invertito da Andromeda. Tuttavia, il calcolatore si vendica presto: corrompe la formula dell'enzima, facendo ammalare gravemente la dottoressa e i suoi assistenti.
Capitolo 11 - Antidoti 

Intuito che il calcolatore ha dato alla dottoressa Dawnay la versione invertita della formula facendole creare l'antienzima al posto dell'enzima, Fleming ricava la formula esatta per poter così salvare la vita alla dottoressa. Preoccupato dello stato di salute della dottoressa, Reinhart fa ritorno a Thorness dove informa Fleming che il segnale proveniente da Andromeda non viene più captato da parecchie settimane. Fleming, Reinhart e Judy decidono poi di studiare un modo per fermare il calcolatore e Andromeda. Durante la notte, Andromeda tenta di uccidere Fleming, il quale riesce a farle confessare che ha agito su ordine del calcolatore e che entrambi sono solo lo strumento di una intelligenza superiore che vuole distruggere gli esseri umani o quantomeno sottometterli per i suoi scopi.  
Con l'aiuto di Osborne, Reinhart e Judy, Fleming penetra di nascosto nella base militare e si mette a lavorare sul calcolatore per cercare di riprogrammarlo in modo da continuare a sfruttarne le enormi potenzialità, riuscendo però a controllarlo. Improvvisamente entra nella sala del calcolatore Andromeda, la quale appena tocca i terminali viene investita una scarica elettrica, rimanendone apparentemente folgorata. Il calcolatore ha così voluto punirla per non aver eliminato Fleming. Approfittando dell'occasione, Fleming afferra un'ascia antincendio dal muro ed inizia a distruggere la macchina sotto lo sguardo sgomento di Judy. Tuttavia il messaggio originale che permetterebbe di ricostruire il calcolatore è chiusa nella cassaforte della sala. Impossibilitati ad aprirla trovandosi la chiave nell'ufficio del maggiore Quadring, i due fuggono dalla base.
Capitolo 12 - Annientamento 

Fleming e Judy si recano in un caffè vicino alla stazione di Thorness per raccontare a Osborne e Reinhart l'esito della missione. Sebbene preoccupati per come possano evolvere le cose, il gruppo decide di comportarsi normalmente come se nulla fosse accaduto. Tornato nel suo alloggio alla base, Fleming vi trova Andromeda che si dichiara finalmente libera dal controllo che il calcolatore esercitava su di lei. Appreso che Andromeda è in possesso della chiave della cassaforte, Fleming le chiede di distruggere il messaggio e lei, dopo un iniziale rifiuto, accetta di bruciare i nastri con i tabulati.
Mentre l'edificio del calcolatore brucia, i due fuggono dalla base e raggiunto il molo scappano a bordo di una piccola imbarcazione raggiungendo l'isola di Thorholm. Mentre i due esplorano la caverna dove erano state precedentemente rinvenute le carte di Bridger, Andromeda annega accidentalmente in un lago sotterraneo e Fleming, distrutto dal dolore, torna alla spiaggia e là rimane fino all'arrivo dei militari.

## Storia editoriale
La prospettiva di realizzare un adattamento letterario di A for Andromeda emerse all'inizio della produzione della miniserie, quando nel maggio 1961 la Souvenir Press contattò la BBC esprimendo il proprio interesse a pubblicare un romanzo basato sulla miniserie.
John Elliot rispose affermando che, sebbene il concetto fosse stato di Hoyle, la caratterizzazione, i dialoghi e la struttura della trama erano suoi. Elliot inviò copie delle sceneggiature delle riprese alla Souvenir e gli venne formalmente commissionato di scrivere la novelisation nel luglio 1961. Elliot consegnò il suo manoscritto il 28 settembre 1961 ed il libro venne pubblicato dalla Souvenir nel febbraio 1962. La trasposizione letteraria era molto più vicina alle sceneggiature originali e venne rimosso gran parte del materiale che venne aggiunto per allungare ogni episodio a 45 minuti.
Una riedizione combinata del romanzo e del suo seguito, L'insidia di Andromeda, è stata pubblicata dall'Orion Publishing Group  nel 2020 con il titolo The Andromeda Anthology, all'interno della collana SF Masterworks. Per l'occasione venne realizzata una nuova introduzione a cura di Kim Newman. Questa edizione è stata anche trasformata in un audiolibro letto da Billie Fulford-Brown.

## Edizioni
- Fred Hoyle e John Elliot, A come Andromeda, traduzione di Irene Bignardi, Feltrinelli, 1965,  pagine 218.
- Fred Hoyle e John Elliot, A come Andromeda, traduzione di Irene Bignardi, Feltrinelli, 1971,  pagine 208.